# Jazz Jackrabbit (serie)
Jazz Jackrabbit er en spilserie der startede i 1994.
Spillets karakter er Jazz Jackrabbit, som er en grøn hare, der skal nedkæmpe sin fjende skildpadden Devan Shell. Serien er en slags parodi på Æsops fabel om Haren og Skildpadden.
Serien består af Jazz Jackrabbit (1994), Jazz Jackrabbit 2 (1998) til PC og Jazz Jackrabbit (2002) til Game Boy Advance.
Der blev lavet endnu et spil, Jazz Jackrabbit 3, men det blev aflyst i 2000 inden udgivelsen, da man ikke kunne finde en udgiver. Spillet var planlagt til at blive udgivet på Playstation 2, og blev skabt af Arjan Brussee og Cliff Bleszinski, og udviklet af Epic Games.